# Communication Live at Fat Tuesday’s New York, Vol. 1
Communication Live at Fat Tuesday’s New York, Vol. 1 – koncertowy album muzyczny amerykańskiego pianisty jazzowego Tommy'ego Flanagana. Nagrania zarejestrowano w nocnym klubie jazzowym "Fat Tuesday’s" w Nowym Jorku, podczas występów w dniach 14 – 17 listopada 1979. Płyta wydana została przez japońską wytwórnię Paddle Wheel (GP 3224). Pozostałe utwory, które nagrano w tych dniach ukazały się na płycie Communication Live at Fat Tuesday’s New York, Vol. 2.

## Muzycy
- Jerry Dodgion – saksofon altowy, saksofon sopranowy
- Tommy Flanagan – fortepian
- Red Mitchell – kontrabas

## Lista utworów
| 1. | "Softly, as in a Morning Sunrise" (Sigmund Romberg, Oscar Hammerstein II) |  |
|    |                                                                           |  |
| 2. | "In a Sentimental Mood" (Duke Ellington)                                  |  |
|    |                                                                           |  |
| 3. | "There Is No Greater Love" (Isham Jones)                                  |  |
|    |                                                                           |  |
| 4. | "My One and Only Love" (Guy Wood)                                         |  |
|    |                                                                           |  |
| 5. | "Communication"                                                           |  |
|    |                                                                           |  |